# Carlos Rodríguez (futbolista de Colombia)
 Carlos Rodríguez (Bogotá, Cundinamarca, Colombia, 1934-13 de octubre de 2017, Nueva York, Estados Unidos) fue un futbolista colombiano que se desempeñó como defensor y que jugó toda su carrera en Independiente Santa Fe. Es considerado uno de los mejores defensores de la historia del club, uno de los mejores futbolistas bogotanos, y uno de los mejores jugadores en Colombia en la década de 1960. Además, tiene el honor de ser el cuarto jugador con más partidos jugados con Santa Fe, después de jugar 366 partidos y anotar 3 goles. También, fue tricampeón con el cuadro cardenal, luego de ganar los campeonatos de 1958, 1960, y de 1966. Falleció el 13 de octubre de 2017 a sus 83 años en Wellington, Florida donde estaba radicado.

## Trayectoria

### Inicios
Carlos Rodríguez nació en la ciudad de Bogotá; capital de Colombia. Siendo un niño, empezó a jugar fútbol y luego entró a las divisiones inferiores de Independiente Santa Fe, club del que se consideraba hincha y donde se formó como jugador.

### Independiente Santa Fe
Tras jugar en las divisiones inferiores, Carlos debutó como profesional en el año 1956. Desde su debut, mostró su entrega y sus buenas condiciones; por lo que no pasó mucho tiempo para que se ganara un puesto en la nómina titular. En 1958, Santa Fe ganó su segundo (2) título, teniendo a Carlos entre sus figuras. En 1960, el cuadro cardenal ganó su tercer (3) título, siendo Rodríguez un jugador destacado, siendo considerado uno de los mejores defensores del Fútbol Profesional Colombiano. Al año siguiente (1961), Santa Fe jugó la Copa Libertadores, llegando a las semifinales; con Rodríguez como el capitán y una de las figuras del equipo. Luego de la gran participación en el torneo continental, Santa Fe tuvo temporadas buenas y malas, pero el bogotano siempre cuajaba buenas actuaciones. En 1966, tras una gran campaña, el cuadro cardenal logra coronarse campeón por cuarta (4) vez en su historia, siendo Carlos una de las figuras y el capitán de un gran elenco con jugadores de la talla de Alfonso Cañón, Jaime Silva, Carlos "Copetín" Aponte, Omar Lorenzo Devanni y Delio "Maravilla" Gamboa. Así, Carlos termina de muy buena manera su exitosa carrera, donde fue capitán, referente, figura e ídolo del Independiente Santa Fe, club con el cual ganó 3 campeonatos del Fútbol Profesional Colombiano, jugó 366 partidos y anotó 3 goles. Actualmente, es considerado uno de los mejores defensores de la historia del equipo cardenal de la ciudad de Bogotá.

## Cualidades
Carlos Rodríguez es uno de los mejores defensores de la historia de Independiente Santa Fe, club con el que se destacó por su gran juego, su gran físico, y por ser cumplidor. Además, fue el capitán del equipo cardenal durante varios años, siendo además una de sus figuras. Carlos también tiene el récord compartido de 3 títulos con Santa Fe. Otros jugadores que ostentan esta marca son el lateral y volante Carlos "Copetín" Aponte, el arquero barranquillero Manuel Pacheco, y el mejor jugador de la historia de Santa Fe; Alfonso Cañón.

## Clubes
| Club                        | País     | Año       |
| --------------------------- | -------- | --------- |
| Club Independiente Santa Fe | Colombia | 1956-1966 |

## Palmarés

### Campeonatos nacionales
| Título           | Club     | País     | Año  |
| ---------------- | -------- | -------- | ---- |
| Primera División | Santa Fe | Colombia | 1958 |
| Primera División | Santa Fe | Colombia | 1960 |
| Primera División | Santa Fe | Colombia | 1966 |

## Récords
| Récord                               | Club     | País     | Año (s)           |
| ------------------------------------ | -------- | -------- | ----------------- |
| Cuarto jugador con más partidos; 359 | Santa Fe | Colombia | 1956-1966         |
| Tricampeón del Fútbol Colombiano     | Santa Fe | Colombia | 1958, 1960 y 1966 |